# Federación Mexicana de Charrería
La Federación Mexicana de Charrería es la organización que regula los eventos de charrería, que es oficialmente el deporte nacional de México y Patrimonio Cultural Inmaterial de la Humanidad.
La charrería consiste en una serie de prácticas ecuestres típicamente mexicanas, pero arraigadas en la equitación traída desde de España durante la conquista del Nuevo Mundo. El evento más notable es la charreada, nombre de la competencia charra varonil en que se desarrollan las nueve suertes del deporte; la rama femenil se encuentra conformada por la escaramuza charra, y su competencia se denomina Feria de Escaramuzas.
Los charros se habían organizado durante la década de 1920 para preservar las costumbres y la cultura que fueron desapareciendo rápidamente tras la disolución de las haciendas por los revolucionarios mexicanos. Así, el 24 de junio de 1921, se fundó la Asociación Nacional de Charros.
Finalmente, la Federación de Charros se colegió oficialmente el 16 de diciembre de 1933 en la Ciudad de México, como Federación Nacional de Charros, con el propósito de unificar todas las diferentes organizaciones de charros existentes en el país.
El actual presidente del Consejo Directivo Nacional de la Federación Mexicana de Charrería es el ingeniero José Antonio Salcedo López, de la asociación de charros Rancho El Pitayo de Querétaro, y la sede de este organismo es el Museo de la Charrería, en el Centro Histórico de la Ciudad de México.